# Bubesheim
Bubesheim település Németországban, azon belül Bajorországban. Lakosainak száma 1562 fő (2023. december 31.). Bubesheim Kötz és Günzburg községekkel határos.

## Népesség
A település népessége az elmúlt években az alábbi módon változott:
| Lakosok száma | 418  | 815  | 1022 | 1149 | 1465 | 1479 | 1512 | 1543 | 1554 | 1562 |
|               | 1875 | 1950 | 1975 | 1987 | 2012 | 2014 | 2016 | 2017 | 2021 | 2023 |